# Kratko priopćenje (znanost)
Kratko priopćenje (eng. brief communication), oblik znanstvenog rada. Kraći je od izvornoga znanstvenog članka čiji je poseban oblik i srodan je prethodnom priopćenju. Sažeto su prenesene nove odnosno izvorne znanstvene spoznaje temeljene na izvornom znanstvenom istraživanju.